# Палеолітичні пам'ятки Африки

## Палеолітичні пам'ятки Африки
| Назва                          | Розташування                  | Примітка            | Джерело |
| ------------------------------ | ----------------------------- | ------------------- | --- |
| Танжер                         | Марокко                       | Неандерталець       | |
| Тафоральт                      | Алжир                         |                     | ВРЕ |
| Лалікао (Терніфин)             | Алжир                         | Атлантроп           | Начальная история (до 3000 г. до н.э.) |
| Айн-Ханеш                      | Алжир                         |                     | СПбДУ Програми базових курсів з археології (рос.) |
| Хауа Фтеа                      | Лівія                         | Неандерталець       | Культурная динамика в середине позднего плейстоцена и переход к верхнему палеолиту                                                                        |
| Хагфет-эд-Дабба                | Лівія                         |                     | Культурная динамика в середине позднего плейстоцена и переход к верхнему палеолиту                                                                        |
| Гафса (Сіді-Мансур, Ель-Мекта) | Туніс                         |                     | ВРЕ |
| Фум-ель-Хасан                  | Марокко                       |                     | География. Аттилио Гаудио. ЦИВИЛИЗАЦИИ САХАРЫ |
| Табельбала                     | Марокко                       |                     | |
| Ерг-Шеш                        | Алжир                         |                     | |
| Ерг-Тиходаїн                   | Алжир                         |                     | Лот А. 'В поисках фресок Тассили' - Москва: Издательство восточной литературы, 1962 - с.140                                                               |
| Мурзук                         | Лівія                         |                     | |
| Наг-Хаммаді                    | Єгипет                        |                     | |
| Себіль                         | Єгипет                        |                     | Природная среда обитания раннепервобытного населения[недоступне посилання з липня 2019]                                                                   |
| Харга                          | Єгипет                        |                     | Генеалогия археологических культур[недоступне посилання з липня 2019]                                                                                     |
| Горгора                        | Еритрея                       |                     | |
| Порк-Епик                      | Еритрея                       |                     | Восточная Африка |
| Харгейса                       | Еритрея                       |                     | |
| Натрон                         | Кенія                         |                     | Происхождение цивилизации |
| Каріандусі                     | Кенія                         |                     | Київська міська бібліотека. Г. М. Матюшин. Археологический словарь. — М: «Просвещение»: АО «Учеб. лит.», 1996. — 304 с.: ил. — ISBN 5-09-004958-0. (рос.) |
| Олдовай                        | Танзанія                      | Зинджантроп         | СПбДУ Програми базових курсів з археології[недоступне посилання з липня 2019] (рос.)                                                                      |
| Бюр-Ейбі                       | Сомалі                        |                     | |
| Ейль                           | Сомалі                        |                     | |
| Лас Гіл                        | Сомалі                        |                     | Сомаліленд |
| Магосі                         | Уганда                        | Культура Магосі     | Советская историческая энциклопедия |
| Санго                          | Уганда                        | Культура Санго      | Санго |
| Муфо                           | Демократична Республіка Конго |                     | |
| Браззавіль                     | Республіка Конго              |                     | |
| Пуент-Нуар                     | Республіка Конго              |                     | |
| Брокен-Хілл                    | Замбезі                       | Неандерталець       | Київська міська бібліотека. Г. М. Матюшин. Археологический словарь. — М: «Просвещение»: АО «Учеб. лит.», 1996. — 304 с.: ил. — ISBN 5-09-004958-0. (рос.) |
| Бамбата                        | Зімбабве                      |                     | ВРЕ |
| Стеркфонтейн                   | Зімбабве                      | Австралопітек       | |
| Фаурсміт                       | Південна Африка               | Культура Фаурсміт   | Советская историческая энциклопедия |
| Флорісбад                      | Південна Африка               |                     | Основные стоянки человека в палеолите |
| Стілбей                        | Південна Африка               | Культура Стіллбей   | Советская историческая энциклопедия |
| Стелленбос                     | Південна Африка               | Культура Стелленбос | Советская историческая энциклопедия |
| Холфілд                        | Південна Африка               |                     | |
| Сіді-Абдарахман                | Марокко                       |                     | |
| Джебель-Ірхуд                  | Марокко                       |                     | |
| Печера Вогнищ                  | Мозамбік                      |                     | |
| Каламбо-Фолс                   | Танзанія                      |                     | СПбДУ Програми базових курсів з археології (рос.) |
| Ісміла                         | Танзанія                      |                     | |
| Дакар                          | Сенегал                       |                     | |
| Чад                            | Чад                           |                     | |
| Омо                            | Ефіопія                       |                     | СПбДУ Програми базових курсів з археології (рос.) |
| Мелка-Контуре                  | Ефіопія                       |                     | СПбДУ Програми базових курсів з археології (рос.) |
| Ваді-Хальфа                    | Судан                         |                     | |
| Аркин                          | Судан                         |                     | |